# Herman van den Bergh

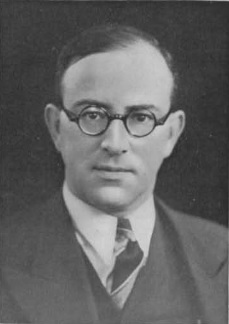
Herman van den Bergh

Herman van den Bergh (* 30. Januar 1897 in Amsterdam; † 1. August 1967 in Rom) war ein niederländischer Dichter, Journalist, Romanist und Italianist.

## Leben und Werk
Van den Bergh studierte Rechtswissenschaft in Amsterdam und schloss 1919 ab. Nach einer Zeit als Violinist wurde er Auslandskorrespondent der Tageszeitung De Telegraaf, vornehmlich in Rom und Paris, aber auch in Südosteuropa, Kleinasien und Nordafrika.
In der Zeit zwischen den Weltkriegen war Bergh einflussreich in der literarischen Avantgarde der Niederlande, u. a. Redakteur der Zeitschrift Het Getij.
Nach dem Zweiten Weltkrieg verlegte er sich auf die Wissenschaft und wurde 1951 an der Universität Utrecht italianistisch promoviert mit der Arbeit Giambattista Casti. Abbé galant, poète et politicien (1724-1803) (Amsterdam 1951). Er war dann an der Universität Amsterdam von 1952 bis 1960 Privatdozent für Italienisch, hatte von 1960 bis 1962 einen Lehrauftrag und war von 1962 bis zu seinem Tod Lektor (Dozent) für Italienische Literaturwissenschaft.

## Weitere Werke

### Gedichte (Auswahl)
- Het litteken van Odysseus, Den Haag 1956 („Die Narbe des Odysseus“)
- Kansen op een wrak, Amsterdam 1957 („Chancen auf einem Wrack“, Literaturpreis „Boekenmarkt-prijs“)
- Verstandhouding met de vijand, Amsterdam 1958 („Einverständnis mit dem Feind“)
- Stenen tijdperk, Amsterdam  1960 („Steinzeit“)
- Niet hier, niet heden, Amsterdam 1962, („Nicht hier, nicht heute“)
- Wachten op een woord, Hasselt 1965 („Warten auf ein Wort“)
- De spiegel, Amsterdam 1969 („Der Spiegel“)
- De boog, Amsterdam 1969 („Der Bogen“)
- Verzamelde gedichten, Amsterdam 1979 („Gesammelte Gedichte“, 388 Seiten)